# Talvisota: Ледяной ад
Talvisota: Ледяной ад — военно-историческая компьютерная игра в жанре стратегии в реальном времени, разработанная компанией Blitzfront Game Studio и изданная компанией Nival Interactive 16 ноября 2007 года для Windows. Стала первой игрой, сделанной в так называемом «документальном» жанре, тем самым выхватив это звание из-под носа у «Правды о девятой роте». Финская государственная организация по классификации игр дала игре рейтинг «12 лет» и определила как представителя двух жанров: обучающих игр и стратегий в реальном времени.
События игры посвящены событиям Советско-финской войны, развернувшейся зимой 1939—1940 годов и по этой причине получившей в финском языке название «Talvisota» (в переводе с фин. — «Зимняя война»).

## Сюжет
Сюжетная линия игры разворачивается в период с 30 ноября 1939 по 13 марта 1940, полностью покрывая события Зимней войны. Игроку предоставляется возможность играть и за части Красной Армии и за силы обороны Финляндии, прочувствовав события с точки зрения обеих сторон.

## Основные особенности
- Первая игра, полностью посвящённая Зимней войне и дающая возможность играть за обе стороны конфликта.
- Возможность посмотреть на одни и те же события и бои глазами обеих сторон.
- Разработчики игры старались следовать историческим фактам. В игре с особой достоверностью и детально отображены как военные, так и политические события того времени.
- Возможность окунуться в исторические реалии того времени и ощутить «дух Зимней войны»: финские солдаты, говорящие на родном языке, Линия Маннергейма с ее многочисленными укреплениями, огнеметные и командирские танки, горящие от коктейлей Молотова, отряды лыжников, экспериментальные боевые единицы[2], военные сообщения того времени.
- Уникальный игровой процесс — союзные отряды помогают в бою и сами могут нуждаться в помощи, реалистичная система подкреплений, оригинальная реализация полевого штаба и многое другое.

## История разработки и издания
Разработка велась в основном командой неопытных разработчиков-энтузиастов, с нулевым бюджетом и без информационной поддержки. Из-за различных проблем игра долго не издавалась, несмотря на то что была полностью готова. В конце 2007 года игра вышла на русском языке в странах СНГ.
Через год, в конце 2008 игру выпустили на английском языке на территории Финляндии под названием Talvisota: Icy Hell.
В создании музыки для игры принимал участие Андрей Федоренко — лидер московской группы Archontes

## Приём, оценки и реакция
| Иноязычные издания    | Иноязычные издания |
| Издание               | Оценка             |
| --------------------- | ------------------ |
| Pelit                 | 66/100             |
| Русскоязычные издания |                    |
| Издание               | Оценка             |
| Absolute Games        | 67 %               |
| «Игромания»           | 1,5/10             |

Из-за отсутствия маркетингового бюджета и предпродажного ажиотажа игра осталась незамеченной среди многих изданий и игроков. Реакция остальных была смешанной: от негативной, ругающей за технические ошибки, до позитивной оценки стратегического режима и обзоров, восхваляющих тактические приемы и историческую составляющую.
При издании на территории Финляндии игра тоже широко не рекламировалась. Несмотря на это она получила очень широкое освещение в газетах, журналах и в радио-передачах. Рецензии были позитивными и восхваляющими. Организация историков Финляндии даже провела оценку исторического и обучающего аспекта игры с очень положительным вердиктом. Игра стала феноменом в стране и продавалась очень хорошо.